# Volgorecsenszk
Volgorecsenszk (oroszul: Волгореченск) város Oroszország Kosztromai területén, a Volga jobb partján. 
Lakossága: 17 104 fő (a 2010. évi népszámláláskor).

## Fekvése
A Kosztromai terület legnagyobb részétől eltérően a Volgától nem északra, hanem a folyó déli partján, Kosztromától 39 km-re délkeletre fekszik. A legközelebbi vasútállomás 16 km-re van, a Nyerehta–Ivanovo-vonalon fekvő Furmanov. Furmanovig keskenyvágányú vasúton lehet eljutni.

## Története
1964-ben, a kosztromai hőerőmű építésekor alapították. Azóta is az erőmű képezi a település gazdasági alapját. Harminc évvel alapítása után, 1994-ben nyilvánították várossá. 2013-ban kibővítették, a hozzácsatolt 1700 hektárral területét a korábbinak majdnem duplájára növelték (a Nyerehtai járás és a Krasznojeszeloi járás rovására).

## Gazdasága
Az ipar vezető ágazatai: villamosenergia-termelés, vaskohászat, gépgyártás, fémfeldolgozás. A hőerőmű 1969-ben kezdte meg a termelést. A 8 db 300 MW-os és egy 1200 MW-os generátorral működő, 3600 MW-os létesítmény Oroszország számos régiójának szállít villamosenergiát. A csőgyár elsősorban a kőolaj- és földgázipart látja el termékeivel. A város hajójavító üzeme télen jelent segítséget a volgai hajózásnak, az erőmű által kibocsátott hűtőviztől ugyanis a folyó öble télen jégmentes marad. Hírek szerint az amerikai National Oilwell Varco cég Volgorecsenszkben építi fel új gyárát, mely fúrótornyokat és fúróberendezéseket fog előállítani az olaj- és a gázipar számára.